# Ripley (Ohio)
Ripley é uma vila localizada no estado norte-americano de Ohio, no Condado de Brown.

## Demografia
Segundo o censo norte-americano de 2000, a sua população era de 1745 habitantes.
Em 2006, foi estimada uma população de 1782, um aumento de 37 (2.1%).

## Geografia
De acordo com o United States Census Bureau tem uma área de
2,8 km², dos quais 2,6 km² cobertos por terra e 0,2 km² cobertos por água. Ripley localiza-se a aproximadamente 167 m acima do nível do mar.

## Localidades na vizinhança
O diagrama seguinte representa as localidades num raio de 16 km ao redor de Ripley.